# ITF Women’s World Tennis Tour 2022 (Januar–März)
In den folgenden Tabellen werden die Tennisturniere des ersten Quartals der ITF Women’s World Tennis Tour 2022 dargestellt.

## Turnierplan
| Kategorien            | Kategorien           |
| World Tennis Tour 25+ | World Tennis Tour 15 |
| --------------------- | -------------------- |
| W100                  | —                    |
| W80                   | —                    |
| W60                   | —                    |
| W25                   | —                    |
| —                     | W15                  |

### Januar 2022
| Datum 1 | Turnierort                                                 | Siegerin Einzel         | Siegerinnen Doppel                                                                |
| ------- | ---------------------------------------------------------- | ----------------------- | --------------------------------------------------------------------------------- |
| 3.1.    | Traralgon Traralgon International 2022                     | Yuan Yue                | Emina Bektas Tara Moore                                                           |
| 3.1.    | Bendigo Bendigo International 2022                         | Ysaline Bonaventure     | Fernanda Contreras Gómez Alycia Parks                                             |
| 3.1.    | Monastir                                                   | Irina Chromatschowa     | Eudice Chong Wong Hong-yi                                                         |
| 3.1.    | Kairo                                                      | Sapfo Sakellaridi       | Marija Tkatschowa Anastassija Solotarjowa                                         |
| 10.1.   | Blumenau-Gaspar                                            | Lena Papadakis          | Andrea Gámiz Bárbara Gatica                                                       |
| 10.1.   | Vero Beach                                                 | Sophie Chang            | Sophie Chang Allie Kiick                                                          |
| 10.1.   | Bath                                                       | Caijsa Wilda Hennemann  | Caijsa Wilda Hennemann Elena Malõgina                                             |
| 10.1.   | Monastir                                                   | Maja Chwalińska         | Eudice Chong Wong Hong-yi                                                         |
| 10.1.   | Antalya                                                    | Hurricane Tyra Black    | Doğa Türkmen Melis Ayda Uyar                                                      |
| 10.1.   | Kairo                                                      | Sapfo Sakellaridi       | Marija Tkatschowa Anastassija Solotarjowa                                         |
| 17.1.   | Monastir                                                   | Han Na-lae              | Eudice Chong Wong Hong-yi                                                         |
| 17.1.   | Manacor                                                    | Justina Mikulskytė      | Anastasia Dețiuc Jana Sisikowa                                                    |
| 17.1.   | Florianópolis                                              | Elizabeth Mandlik       | Andrea Gámiz Sofia Sewing                                                         |
| 17.1.   | Cancún                                                     | Hina Inoue              | Natsuho Arakawa Hina Inoue                                                        |
| 17.1.   | Kasan                                                      | Polina Kudermetowa      | Anna Ukolowa Ksenija Jorsch                                                       |
| 17.1.   | Antalya                                                    | Barbora Paličová        | Doğa Türkmen Melis Ayda Uyar                                                      |
| 17.1.   | Kairo                                                      | Anastassija Solotarjowa | Oana Georgeta Simion Anna Ureke                                                   |
| 24.1.   | Andrézieux-Bouthéon Engie Open Andrézieux-Bouthéon 42 2022 | Ana Bogdan              | Estelle Cascino Jessika Ponchet                                                   |
| 24.1.   | Orlando ITF World Tennis Tour Orlando I 2022               | Zheng Qinwen            | Hailey Baptiste Whitney Osuigwe                                                   |
| 24.1.   | Loughborough                                               | Sofia Samavati          | Anna Gabric Arina Gabriela Vasilescu                                              |
| 24.1.   | Manacor                                                    | Yvonne Cavalle-Reimers  | Fernanda Contreras Gómez Andrea Lázaro García                                     |
| 24.1.   | Monastir                                                   | Nigina Abduraimova      | Han Na-lae Eudice Chong                                                           |
| 24.1.   | Kairo                                                      | Séléna Janicijevic      | Melanie Klaffner Sinja Kraus                                                      |
| 24.1.   | Florianópolis                                              | Elizabeth Mandlik       | Andrea Gámiz Sofia Sewing                                                         |
| 24.1.   | Antalya                                                    | İlay Yörük              | Der Doppelwettbewerb wurde aufgrund des anhaltend schlechten Wetters abgebrochen. |
| 24.1.   | Cancún                                                     | Stacey Fung             | Miharu Imanishi Haine Ogata                                                       |
| 31.1.   | Rome Georgia’s Rome Tennis Open 2022                       | Tatjana Maria           | Sophie Chang Angela Kulikov                                                       |
| 31.1.   | Scharm asch-Schaich                                        | Lucrezia Stefanini      | Isabelle Haverlag Justina Mikulskytė                                              |
| 31.1.   | Manacor                                                    | Andrea Lázaro García    | Fernanda Contreras Gómez Andrea Lázaro García                                     |
| 31.1.   | Tucumán                                                    | Brenda Fruhvirtová      | Bárbara Gatica Rebeca Pereira                                                     |
| 31.1.   | Cancún                                                     | Julie Belgraver         | Jacqueline Cabaj Awad Ana Filipa Santos                                           |
| 31.1.   | Monastir                                                   | Chiara Scholl           | Haruna Arakawa Jasmijn Gimbrère                                                   |
| 31.1.   | Antalya                                                    | Hurricane Tyra Black    | Doğa Türkmen Melis Ayda Uyar                                                      |

### Februar 2022
| Datum 1 | Turnierort                                    | Siegerin Einzel           | Siegerinnen Doppel                              |
| ------- | --------------------------------------------- | ------------------------- | ----------------------------------------------- |
| 7.2.    | Grenoble Engie Open de l’Isère 2022           | Katie Boulter             | Yuriko Miyazaki Prarthana Thombare              |
| 7.2.    | Canberra                                      | Asia Muhammad             | Asia Muhammad Arina Rodionova                   |
| 7.2.    | Scharm asch-Schaich                           | Alexandra Cadanțu-Ignatik | Sapfo Sakellaridi Wong Hong-yi                  |
| 7.2.    | Porto                                         | Julia Grabher             | Valentini Grammatikopoulou Quirine Lemoine      |
| 7.2.    | Cancún                                        | Darja Semeņistaja         | Kateryna Bondarenko Carol Zhao                  |
| 7.2.    | Birmingham                                    | Sonay Kartal              | Andrė Lukošiūtė Eliz Maloney                    |
| 7.2.    | Tucumán                                       | Brenda Fruhvirtová        | María Lourdes Carlé Julieta Lara Estable        |
| 7.2.    | Monastir                                      | Kryszina Dsmitruk         | Miyu Katō Kisa Yoshioka                         |
| 7.2.    | Villena                                       | Jéssica Bouzas Maneiro    | Lucía Cortez Llorca Joëlle Steur                |
| 7.2.    | Antalya                                       | Séléna Janicijevic        | Mariana Dražić Katharina Hobgarski              |
| 7.2.    | Jhajjar                                       | Anna Ureke                | Punnin Kovapitukted Anna Ureke                  |
| 14.2.   | Altenkirchen Burg-Wächter Ladies Open 2022    | Greet Minnen              | Mariam Bolkwadse Samantha Murray Sharan         |
| 14.2.   | Antalya                                       | Wang Yafan                | Amina Anschba Marie Benoît                      |
| 14.2.   | Porto                                         | Moyuka Uchijima           | Valentini Grammatikopoulou Quirine Lemoine      |
| 14.2.   | Cancún                                        | Linda Fruhvirtová         | Anna Rogers Christina Rosca                     |
| 14.2.   | Canberra                                      | Asia Muhammad             | Asia Muhammad Arina Rodionova                   |
| 14.2.   | Glasgow                                       | Sonay Kartal              | Quinn Gleason Catherine Harrison                |
| 14.2.   | Scharm asch-Schaich                           | Hiromi Abe                | Lee Pei-chi Lee Ya-hsin                         |
| 14.2.   | Monastir                                      | Mana Ayukawa              | Kryszina Dsmitruk Maria Sholokhova              |
| 14.2.   | Gurugram                                      | Punnin Kovapitukted       | Humera Baharmus Shrivalli Rashmikaa Bhamidipaty |
| 21.2.   | Nur-Sultan Forte 60 Women’s 2022              | Anschelika Issajewa       | Jekaterina Makarowa Linda Nosková               |
| 21.2.   | Santo Domingo                                 | Katie Swan                | Anna Rogers Christina Rosca                     |
| 21.2.   | Mâcon                                         | Witalija Djatschenko      | Xenia Knoll Andreea Mitu                        |
| 21.2.   | Antalya                                       | Réka Luca Jani            | Miriam Kolodziejová Jesika Malečková            |
| 21.2.   | Monastir                                      | Haruna Arakawa            | Clervie Ngounoue Hanne Vandewinkel              |
| 21.2.   | Ahmedabad                                     | Emily Seibold             | Punnin Kovapitukted Anna Ureke                  |
| 21.2.   | Scharm asch-Schaich                           | Wong Hong-yi              | Hiromi Abe Lee Pei-chi                          |
| 28.2.   | Arcadia ITennis Arcadia Women’s Pro Open 2022 | Rebecca Marino            | Ashlyn Krueger Robin Montgomery                 |
| 28.2.   | Joué-lès-Tours                                | Magali Kempen             | Emily Appleton Ali Collins                      |
| 28.2.   | Santo Domingo                                 | Adriana Reami             | Irina Chromatschowa Natalija Stevanović         |
| 28.2.   | Nur-Sultan                                    | Anastassija Sacharowa     | Kamilla Bartone Jekaterina Makarowa             |
| 28.2.   | Guayaquil                                     | Tessah Andrianjafitrimo   | Andrea Gámiz Sofia Sewing                       |
| 28.2.   | Bendigo                                       | Asia Muhammad             | Jaimee Fourlis Ellen Perez                      |
| 28.2.   | Nagpur                                        | Sahaja Yamalapalli        | Sai Samhitha Chamarthi Soha Sadiq               |
| 28.2.   | Monastir                                      | Dschulija Tersijska       | Eleni Christofi Michaela Laki                   |
| 28.2.   | Scharm asch-Schaich                           | Polina Jazenko            | Lee Pei-chi Lee Ya-hsin                         |
| 28.2.   | Antalya                                       | Rosa Vicens Mas           | Miriam Kolodziejová Jesika Malečková            |

### März 2022
| Datum 1 | Turnierort                                          | Siegerin Einzel                    | Siegerinnen Doppel                       |
| ------- | --------------------------------------------------- | ---------------------------------- | ---------------------------------------- |
| 7.3.    | Irapuato Guanajuato Open 2022                       | Zhu Lin                            | Kaitlyn Christian Lidsija Marosawa       |
| 7.3.    | Antalya                                             | Petra Marčinko                     | Funa Kozaki Naho Satō                    |
| 7.3.    | Salinas                                             | Bárbara Gatica                     | Bárbara Gatica Rebeca Pereira            |
| 7.3.    | Bendigo                                             | Jaimee Fourlis                     | Rutuja Bhosale Ankita Raina              |
| 7.3.    | Scharm asch-Schaich                                 | Marija Tkatschowa                  | Hiromi Abe Ivana Šebestová               |
| 7.3.    | Amiens                                              | Lucie Nguyen Tan                   | Océane Babel Lucie Nguyen Tan            |
| 7.3.    | Naples                                              | Madison Sieg                       | Līga Dekmeijere Marija Kononowa          |
| 7.3.    | Monastir                                            | Céline Naef                        | Michika Ozeki Lauren Proctor             |
| 14.3.   | Anapoima                                            | Marina Melnikowa                   | Ylena In-Albon Réka Luca Jani            |
| 14.3.   | Antalya                                             | Petra Marčinko                     | Diana Schneider Amarissa Kiara Tóth      |
| 14.3.   | Palmanova                                           | Guiomar Maristany Zuleta de Reales | Veronika Erjavec Nina Potočnik           |
| 14.3.   | Scharm asch-Schaich                                 | Elena-Teodora Cadar                | Eudice Chong Wong Hong-yi                |
| 14.3.   | Monastir                                            | Sakura Hosogi                      | Elena Milovanović Eliessa Vanlangendonck |
| 14.3.   | Marrakesch                                          | Eleonora Alvisi                    | Naïma Karamoko Inês Murta                |
| 14.3.   | Gonesse                                             | Lara Salden                        | Flavie Brugnone Tamara Čurović           |
| 21.3.   | Canberra ACT Claycourt International I 2022         | Moyuka Uchijima                    | Han Na-lae Jang Su-jeong                 |
| 21.3.   | Medellín                                            | Suzan Lamens                       | Conny Perrin Daniela Seguel              |
| 21.3.   | Le Havre                                            | Tamara Korpatsch                   | Cristina Bucșa Georgina García Pérez     |
| 21.3.   | Marrakesch                                          | Carlota Martínez Círez             | Naïma Karamoko Inês Murta                |
| 21.3.   | Monastir                                            | Sakura Hosogi                      | Andrė Lukošiūtė Eliz Maloney             |
| 21.3.   | Scharm asch-Schaich                                 | Marija Tkatschowa                  | Dasha Ivanova Stéphanie Visscher         |
| 21.3.   | Palmanova                                           | Jéssica Bouzas Maneiro             | Angelica Moratelli Aurora Zantedeschi    |
| 21.3.   | Antalya                                             | Lisa Pigato                        | Xenija Laskutowa Amarissa Kiara Tóth     |
| 28.3.   | Croissy-Beaubourg Engie Open de Seine-et-Marne 2022 | Linda Nosková                      | Isabelle Haverlag Justina Mikulskytė     |
| 28.3.   | Pretoria Tuks International I 2022                  | Anastassija Tichonowa              | Eudice Chong Wong Hong-yi                |
| 28.3.   | Canberra ACT Claycourt International II 2022        | Jang Su-jeong                      | Ankita Raina Arina Rodionova             |
| 28.3.   | Monastir                                            | Sakura Hosogi                      | Yasmine Mansouri Nina Radovanovic        |
| 28.3.   | Scharm asch-Schaich                                 | Lee Pei-chi                        | Linda Klimovičová Dominika Šalková       |
| 28.3.   | Antalya                                             | Sapfo Sakellaridi                  | Wlada Kowal Darja Lodikowa               |